# Route nationale 15
Die N15 war eine französische Nationalstraße, die 1824 zwischen Pontoise bei Paris und Dieppe am Ärmelkanal festgelegt wurde. Sie verlief vom Ballungszentrum der Hauptstadt aus in nordwestlicher Richtung und geht auf die Route impériale 16 zurück. Ihre Länge betrug 138,5 Kilometer. 1973 wurde sie komplett abgestuft und 1978 wurde die Nummer für die Route nationale 13bis Bonnières-sur-Seine - Le Havre verwendet. 2006 wurde sie abgestuft bis auf ein kurzes Stück im Stadtgebiet von Rouen.

## Streckenführung
| Position | höchste zulässige Gesamtgeschwindigkeit | Fahrbahnen | Typ                                      | Abschnitt         | Längengrad | Breitengrad |
| -------- | --------------------------------------- | ---------- | ---------------------------------------- | ----------------- | ---------- | ----------- |
| 1        | 110                                     | 2          | Beginn der Autobahn (T) mit Kreisverkehr | Ausfahrt Barentin | 49.5248    | 0.9620      |
| 2        | 110                                     | 2          |                                          | Barentin - N15    | 49.5363    | 0.9618      |
| 3        | 110                                     | 2          |                                          | N15               | 49.5373    | 0.9618      |
| 4        | 110                                     | 2          | Beginn der Autobahn                      | A150              | 49.5373    | 0.9618      |
| 5        | 110                                     | 2          | Brücke                                   |                   | 49.5465    | 0.9555      |
| 6        | 110                                     | 2          | Teil-Anschlussstelle                     | le Barentin       | 49.5483    | 0.9540      |
| 7        | 110                                     | 2          | Ende an Kreisverkehr                     |                   | 49.5575    | 0.9435      |